# Semonini
Los semoninos (Semonini) son una tribu de insectos hemípteros del suborden Archaeorrhyncha. Tiene los siguientes géneros.

## Géneros
- Betacixius - Huttia - Kuvera - Parasemo - Semo